# Bernoulliho číslo
Bernoulliho čísla je nekonečná posloupnost racionálních čísel {\displaystyle {B_{k}},} kterou popsal v roce 1631 Johann Faulhaber jako nástroj pro usnadnění počítání sum určitých mocnin po sobě jdoucích přirozených čísel. Toto použití a některé jejich vlastnosti podrobně popsal Jacob Bernoulli v knize Ars Conjectandi (vydané po smrti autora v roce 1713). Uvádí tam mimo jiné, že použitím Faulhaberova vzorce (viz níže) dokáže spočítat součet: {\displaystyle 1^{10}+2^{10}+3^{10}+...+1000^{10}} „za půl čtvrthodiny”.
Bernoulliho čísla našla použití v matematické analýze (při rozvoji funkcí v Taylorovu řadu) a v teorii čísel.

## Definice
V současné době existují v matematice dvě definice Bernoulliho čísel: novější – uvedená níže jako definice 1 a starší – níže citovaná jako definice 2. Pro rozlišení se Bernoulliho čísla podle definice 1 označují {\displaystyle {B_{k}},} a podle definice 2 {\displaystyle B_{k}^{*}.} Čísla {\displaystyle B_{k}^{*}} tvoří vlastní podmnožinu hodnot {\displaystyle {B_{k}}.}

### Bernoulliho čísla – definice 1
Bernoulliho čísla {\displaystyle {B_{k}}} jsou koeficienty v Taylorově rozvoji funkce:
{\displaystyle {\frac {x}{e^{x}-1}}=\sum _{n=0}^{\infty }{\frac {B_{n}\cdot {x^{n}}}{n!}}.}
Tato řada konverguje pro {\displaystyle |x|<2\pi .}
Bernoulliho čísla je možné také definovat rekurentně pomocí vzorce:
{\displaystyle \sum _{k=0}^{m}{m+1 \choose k}\cdot B_{k}=0,}
kde {\displaystyle B_{0}=1.}
Bernoulliho čísla s lichými indexy většími než 2 podle této definice jsou rovna 0.
Čísla se sudými indexy většími než 0 jsou střídavě kladná a záporná.
Prvních 21 Bernoulliho čísel {\displaystyle B_{k}} počínaje {\displaystyle B_{0}}:
{\displaystyle 1,-{\frac {1}{2}},{\frac {1}{6}},0,-{\frac {1}{30}},0,{\frac {1}{42}},0,-{\frac {1}{30}},0,{\frac {5}{66}},0,-{\frac {691}{2730}},0,{\frac {7}{6}},0,-{\frac {3617}{510}},0,{\frac {43867}{798}},0,-{\frac {174611}{330}},\ldots }

### Bernoulliho čísla – definice 2
Bernoulliho čísla {\displaystyle B_{k}^{*}} jsou koeficienty v Taylorově rozvoji funkce:
{\displaystyle 1-{\frac {x}{2}}\operatorname {cotg} \left({\frac {x}{2}}\right)={\frac {B_{1}^{*}\cdot {x^{2}}}{2!}}+{\frac {B_{2}^{*}\cdot {x^{4}}}{4!}}+{\frac {B_{3}^{*}\cdot {x^{6}}}{6!}}+\ldots }
Prvních několik Bernoulliho čísel {\displaystyle B_{k}^{*}} počínaje {\displaystyle B_{1}^{*}}:
{\displaystyle {\frac {1}{6}},{\frac {1}{30}},{\frac {1}{42}},{\frac {1}{30}},{\frac {5}{66}},{\frac {691}{2730}},{\frac {7}{6}},{\frac {3617}{510}},{\frac {43867}{798}},{\frac {174611}{330}},{\frac {854513}{138}},\ldots }
Vztah mezi čísly {\displaystyle B_{n}^{*}} a {\displaystyle B_{n}} popisuje vzorec:
{\displaystyle {B_{n}}={\begin{cases}1,&{\mbox{pro }}n=0\\-{\frac {1}{2}},&{\mbox{pro }}n=1\\(-1)^{({\frac {n}{2}})-1}\cdot {B_{\frac {n}{2}}^{*}},&{\mbox{pro }}n{\mbox{ sudé}}\\0,&{\mbox{pro }}n{\mbox{ liché}}\end{cases}}}

## Asymptotický vzorec
Použitím Stirlingova vzorce získáme následující přiblížení hodnot Bernoulliho čísel:
{\displaystyle {B_{n}}\approx (-1)^{n-1}\cdot 4\cdot {\sqrt {\pi \cdot n}}\cdot \left({\frac {n}{\pi {e}}}\right)^{2n}.}

## Staudtova věta
Každé Bernoulliho číslo {\displaystyle B_{\nu }} je možné vyjádřit ve tvaru:
{\displaystyle B_{\nu }=C_{\nu }-\sum {\frac {1}{k+1}},}
kde {\displaystyle C_{\nu }} je přirozené číslo, a sčítání se provádí pro takové dělitele k čísla {\displaystyle \nu ,} pro které je {\displaystyle k+1} prvočíslo.
Například Bernoulliho číslo {\displaystyle B_{6}={\frac {1}{42}}} je možné zapsat ve tvaru {\displaystyle B_{6}=1-{\frac {1}{2}}-{\frac {1}{3}}-{\frac {1}{7}},} protože číslo 6 má čtyři dělitele: 1, 2, 3, 6, z nichž tři (1, 2, 6) jsou čísla o 1 menší než prvočísla 2, 3, 7.

## Příklady použití
Bernoulliho čísla se objevují v Taylorových rozvojích mnoha funkcí jako {\displaystyle \mathrm {tg} \,{x},\mathrm {cotg} \,{x},\mathrm {tgh} \,{x},{\frac {x}{e^{x}-1}},\ln |\sin(x)|,} aj.
Faulhaberův vzorec pro součet mocnin po sobě jdoucích přirozených čísel:
{\displaystyle \sum _{j=1}^{n}{j^{k}}={\frac {1}{k+1}}\cdot \left\langle n^{k+1}+{{K+1} \choose {1}}\,{B_{1}}n^{k}+{{K+1} \choose {2}}\,{B_{2}}n^{k-1}+\cdots +{{K+1} \choose {k}}\,{B_{k}}n\right\rangle .}
Vztah s Riemannovou funkcí zeta popisuje Eulerův vzorec:
{\displaystyle \zeta (2k)=\sum _{n=1}^{\infty }{\frac {1}{n^{2k}}}={\frac {\pi ^{2k}2^{2k-1}}{(2k)!}}B_{2k}.}
Z něj plyne, že
{\displaystyle \sum _{n=1}^{\infty }{\frac {1}{n^{2}}}={\frac {\pi ^{2}}{6}}.}
Další vzorec pocházející od Leonharda Eulera:
{\displaystyle \sum _{n=1}^{\infty }{(-1)^{n+1}}{\frac {1}{n^{2k}}}=(-1)^{k+1}{\frac {\pi ^{2k}\left(2^{2k-1}-1\right)}{(2k)!}}B_{2k}.}
Bernoulliho čísla byla studována mj. spolu s regulárními prvočísly. Mnoho dalších vlastnosti Bernoulliho čísel a jejich dalších použití je možné najít v níže uvedené literatuře.